# Keleti szivárványos-galamb
A keleti szivárványos-galamb (Columba delegorguei) a madarak osztályának galambalakúak (Columbiformes) rendjébe és a galambfélék (Columbidae) családjába tartozó faj.

## Rendszerezése
A fajt Adolphe Delegorgue francia ornitológus írta le 1847-ben.

## Alfajai
- Columba delegorguei delegorguei Delegorgue, 1847
- Columba delegorguei sharpei (Salvadori, 1893)[2]

## Előfordulása
Angola, a Dél-afrikai Köztársaság, Dél-Szudán, Kenya, Malawi, Mozambik, Tanzánia, Uganda, Zambia és Zimbabwe területén honos.
Természetes élőhelyei a szubtrópusi vagy trópusi szavannák, síkvidéki és hegyi esőerdők, valamint ültetvények és vidéki kertek. Állandó, nem vonuló faj.

## Megjelenése
Testhossza 33 centiméter, a hím testtömege 136–175 gramm, a tojóé 133–154 gramm.

## Életmódja
Főleg gyümölcsökkel táplálkozik, de bogyókat, néha magvakat és rovarlárvákat is fogyaszt.

## Természetvédelmi helyzete
Az elterjedési területe nagyon nagy, egyedszáma viszont csökken, de még nem éri el a kritikus szintet. A Természetvédelmi Világszövetség Vörös listáján nem fenyegetett fajként szerepel.